# Список кельтских племён

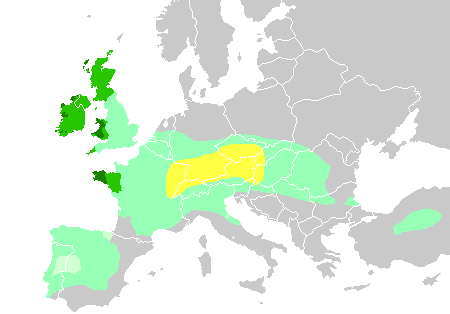
Расселение кельтов:
основная гальштатская территория в шестом веке до нашей эры
максимальное расширение кельтской цивилизации в третьем веке до нашей эры
Лузитания, область Иберии, где кельтское присутствие точно не установлено
шесть кельтских наций, в которых сохранилось значительное количество кельтоговорящих к началу Нового времени
области, где кельтские языки широко распространены до сих пор

 Это список кельтских племён с указанием их места расселения.

## Анатолия
В третьем веке до нашей эры галлы мигрировали из Фракии в горные районы центральной Анатолии (современная Турция). Эти люди, называемые галатами, в конечном итоге были эллинизированы, но сохранили много своих собственных традиций.
- Вольки — в Галатии

## Остров Британия
Кельтское население Британии, называемое в римскую эпоху бритты (лат. Britanni), формировалось начиная с 800-700 года до н. э., когда на древнейшие племена этого острова, начинают накатываться миграционные волны кельтов с континента — представители гальштатской, латенской и других культур (последнее вторжение — группа племён белгов, около 75 год до н. э.) После завоевания и контроля территории бриттов римским государством (середина I века — нач. V века) племена подверглись частичной романизации, а в ходе англосаксонского завоевания Британии (V—VI веках) часть бриттов была истреблена, часть вытеснена в Уэльс, Шотландию и на полуостров Бретань. Помимо бриттов, на острове проживали и другие кельтские племена — каледонцы, скотты, пикты и пр. Однако точная их принадлежность к кельтам не установлена, возможно, они выделились из среды бриттов ранее, или относились к заселившим соседнюю Ирландию гэлам/гойделам, также, возможно, они имели отношение к докельтскому населению Британии. Бриттов иногда называют Р-кельтами, а ирландских кельтов и переселенцев оттуда в Британию Q-кельтами, поскольку в их языках один и тот же звук произносится то как «р», то как «q».
| Название             | Современная локация                                             | Государственные образования (см. Список королевств и королей бриттов) | Главные поселения                | Главные поселения           |
| Название             | Современная локация                                             | Государственные образования (см. Список королевств и королей бриттов) | Исторические наименования        | Современные наименования    |
|                      |                                                                 |                                                                       |                                  |                             |
| Бритты:              |                                                                 |                                                                       |                                  |                             |
| Анкалиты             | Юго-Зап. и Юго-Вост. Англия                                     | —                                                                     | —                                | —                           |
| Белги:               | Южная Англия, частично Мидлендс, Юго-Вост. Уэльс                | —                                                                     | —                                | —                           |
| Атребаты (Британия)  | Юго-Вост. Англия                                                | —                                                                     | Каллева Атребатов                | Силчестер                   |
| Белги (Британия)     | Юго-Зап. и Юго-Вост. Англия                                     | —                                                                     | Вента Белгов                     | Винчестер                   |
| Добунны              | Юго-Зап. и Юго-Вост. Англия, Вост. Мидлендс, Юго-Вост. Уэльс    | —                                                                     | Кориниум Добуннов                | Сиренчестер                 |
| Кантии               | Юго-Вост. Англия                                                | Кантий                                                                | Дуроверн                         | Кентербери                  |
| Катувеллауны         | Вост. и Юго-Вост. Англия, Вост. Мидлендс                        | —                                                                     | Верламион/Веруламиум             | Сент-Олбанс                 |
| Морины               | Юго-Вост. Англия (побережье Па-де-Кале)                         | —                                                                     | —                                | —                           |
| Биброки              | Юго-Вост. Англия                                                | —                                                                     | —                                | —                           |
| Бриганты:            | Мидлендс, Сев. Англия                                           | Бригантия                                                             | Исуриум Бригантов                | дер. Олдборо                |
| Бриганты:            | Мидлендс, Сев. Англия                                           | Северная Британия/Эвраук                                              | Эвраук                           | Йорк                        |
| Габрантивики         | побережье Северного Йоркшира                                    | —                                                                     | —                                | —                           |
| Карветии             | Камбрия                                                         | —                                                                     | Лугуваллиум                      | Карлайл                     |
| Лопокары             | к юго-востоку вдоль вала Адриана                                | —                                                                     | —                                | —                           |
| Сетантии             | Ланкашир                                                        | —                                                                     | —                                | —                           |
| Текстоверды          | к юго-востоку вдоль вала Адриана                                | —                                                                     | —                                | —                           |
| Вотадины             | Юго-Вост. Шотландия (Стерлинг, Лотиан, Скоттиш-Бордерс)         | Манау Гододин→Гододин→Дин-Эйдин                                       | 1. Трапрайн-Лоу 2. Дин-Эйдин     | 1. Хаддингтон 2. Эдинбург   |
| Вотадины             | Юго-Вост. Шотландия и Сев.-Вост. Англия (Нортумберленд)         | Бринейх (южная ветвь племени)                                         | 1. Дин-Гуарди                    | 1. Бамборо                  |
| Дамнонии             | Юго-Зап. Шотландия                                              | Алт Клуит                                                             | —                                | —                           |
| Декеанглии           | Сев. Уэльс                                                      | —                                                                     | Кановиум                         | Каэрхин                     |
| Деметы               | Юго-Вост. Уэльс                                                 | Деметия→Дифед→Дехейбарт                                               | Маридунум                        | Кармартен                   |
| Думнонии             | Юго-Зап. Англия                                                 | Думнония→Керноу+Лионессе                                              | Саеr-Isk /Иска Думнониев         | Эксетер                     |
| Дуротриги            | Юго-Зап. Англия                                                 | —                                                                     | Дурноварий                       | Дорчестер                   |
| Ицены                | Восточная Англия                                                | —                                                                     | Вента Иценов                     | дер. Caistor St. Edmund     |
| Коританы/Кориелтаувы | Вост. Мидлендс                                                  | —                                                                     | Реты Кориелтаувов                | Лестер                      |
| Корновии (Кейтнесс)  | Сев. Шотландия (Кейтнесс)                                       | —                                                                     | —                                | —                           |
| Корновии (Корнуолл)  | Юго-Зап. Англия (Корнуолл)                                      | Корнуолл                                                              | —                                | —                           |
| Корновии (Мидлендс)  | Сев.-Зап. Англия, Зап. Мидлендс                                 | —                                                                     | Viroconium Корновиев             | Роксетер                    |
| Новантыпикты ?       | Юго-Зап. Шотландия (Галлоуэй)                                   | Галвидел                                                              | —                                | —                           |
| Ордовики             | Сев. Уэльс                                                      | —                                                                     | —                                | —                           |
| Паризии (Британия)   | Юго-Восток Йоркшира и Хамбера                                   | Деиур/Дейфр                                                           | Петуария                         | —                           |
| Регны                | Юго-Вост. Англия                                                | —                                                                     | Новиомаг Регнов                  | Чичестер                    |
| Селговы              | Юж. Шотландия (Дамфрис)                                         | Селковия, Кайр-Гвендолеу/Северный Солуэй                              | —                                | холм North Eildon (Melrose) |
| Силуры               | Юго-Вост. Уэльс                                                 | Гвент+Гарт Мадрин+Гливисинг                                           | 1. Иска Силуров 2. Вента Силуров | 1. Каэрлеон 2. Каэрвент     |
| Тринованты           | Вост. Англия                                                    | —                                                                     | 1. Брэфинг 2. Камулодун          | 1. … 2. Колчестер           |
| Прочие:              |                                                                 |                                                                       |                                  |                             |
| Аттакоттыдокельты ?  | Шотландия или Ирландия                                          | —                                                                     | —                                | —                           |
| Каледонцыдокельты ?  | Шотландия                                                       | Каледонская конфедерация                                              | —                                | —                           |
| Луги                 | Сев. Шотландия                                                  | —                                                                     | —                                | —                           |
| Пикты                |                                                                 | Альба                                                                 | —                                | —                           |
| Скотты/Гэлы          | Зап. Шотландия (Аргайл и Бьют, Локабер), Сев. Ирландия (Антрим) | Дал Риада                                                             | Дуннат                           | —                           |
| Лоарн                | Зап. Шотландия (Центр. и Сев. Аргайл, Арднамурхан, о-в Малл)    | —                                                                     | —                                | —                           |
| Энгус                | Зап. Шотландия (о-ва Айлей и Джура)                             | —                                                                     | —                                | —                           |
| Габран               | Зап. Шотландия (пол-ов Кинтайр)                                 | —                                                                     | —                                | —                           |
| Комгалл              | Зап. Шотландия (Вост. Аргайл, о-в Бьют)                         | —                                                                     | —                                | —                           |

## Галлия Трансальпийская

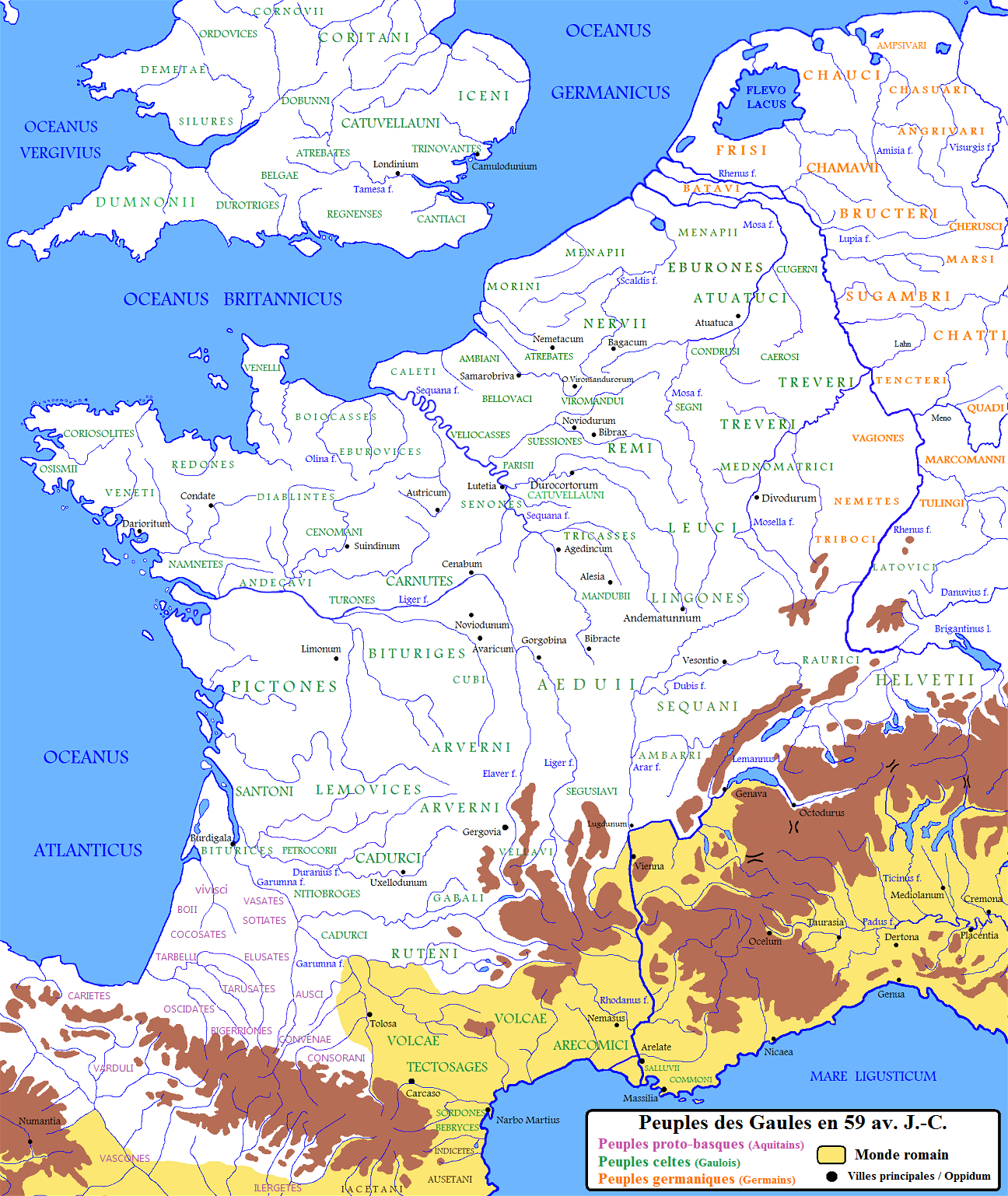
Различные галльские племена перед римским завоеванием

Галлия приблизительно соответствует современной Бельгии, Франции и Швейцарии. В разные времена она также простиралась на часть северной Италии и северо-центральную часть Испании. В Галлии жили как кельтоговорящие, так и племена других языковых групп.
Список народов Галлии (с их столицами / основными поселениями):
- Аквитаны — Бордо
- Аллоброги — Вьенн
- Амбианы (Ambiani) — одно из племен белгов, проживавшее на реке Самара (ныне Сомма). Главный город — Samarobriva (ныне Амьен).
- Арверны — Герговия
- Атребаты — кельтские племена, входящие в состав белгов, жили в Бельгийской Галлии в районе современного Артуа, в окрестностях Арраса.
- Белловаки — Бове
- Битуриги — Бурж
- Бойи — Лугдун (ныне Лион)
- Вангионы — Вормс
- Веллавии —
- Венеты — Ванн
- Гельветы — Ла Тен
- Карнуты — Шартр
- Лемовики
- Медиоматрики (Mediomatrici, или же Mediomatrices) — кельтское племя в Галлии, на востоке от ремов, к югу от тревиров, почти на самой границе с германцами, в бассейнах рек Мозель и Рейн; главным городом их был Диводур (лат. Divodurum) (ныне Мец).
- Менапии — Кассел
- Морины — Булонь-сюр-Мер
- Нервии — Баве
- Паризии — Париж
- Петрокории — Перигё
- Раурики (Аугуста Раурика)
- Ремы (Remi) — кельткое племя Бельгийской Галлии, жившее между реками Аксона (ныне Эна) и Матрона (ныне Марна), к югу от области нервиев, к востоку от свессионов и белловаков.
- Секваны — Безансон
- Сеноны — Санс
- Суесионы — Новиодунум (ныне Суассон)
- Треверы — Трир
- Эдуи — Бибракта

## Галлия Цизальпийская
Цизальпинская Галлия, то есть буквально «Галлия по эту сторону Альп» — название римского региона Италии, населенного галлами, примерно соответствующего современной северной Италии.
- Бойи — центральная Эмилия-Романья (Болонья)
- Инсубры — северная Ломбардия (Милан)
- Лингоны — северо-восточная Эмилия-Романья (Феррара), Паданская равнина.
- Сеноны — юго-восточная Эмилия-Романья (Римини) и северный Марке (Сенигаллия)
- Таврины — Пьемонт(Турин)

## Дакия и Фракия
Этот список включает в себя племена, части которых мигрировали в Дакию и Фракию.
- Бастарны[4][5] кельтское или германское племя и, согласно Ливию, «храбрейшая нация на земле».
- Бессы
- Бойи[6]
- Галлы из Тиле
- Серды
- Скордиски[7]

## Иберийский полуостров
Кельты на Иберийском полуострове традиционно рассматривались как живущие на краю кельтской латенской культуры, которая знаменовала классический железный век кельтской цивилизации. Более ранние миграции были гальштатскими, но затем начали переселяться племена, испытавшие влияние латенской культуры. Кельтские или (индоевропейские) прекельтские народы расселялись в большом количестве и Иберия достигла одного из высочайших уровней кельтской цивилизации.
- Веттоны — Авила и Саламанка (Испания)
- Кантабры — Кантабрия, часть Астурии и часть Кастилии и Леона; некоторые учёные не считают их кельтскими или прекельтскими племенами .
- Карпетаны — Центральное Иберийское Нагорье (Испания).
- Лузитаны — в Португалии, к югу от реки Дуэро; в Испании (Эстремадура); обычно считаются прекельтами
- Суессетаны — в провинции Сарагоса.
- Тарбеллы — между рекой Адуром и Пиренеями.

## Центральная Европа
- Бойи — области современной Германии, Австрии, Венгрии, Чехии, Словакии.
- Винделики — области современной Германии
- Лугии — области современной Польши
- Скордиски — часть Сербии, Хорватии, Австрии, Румынии
- Тавриски — области современной Австрии и Словении